# 鉄血勤皇隊

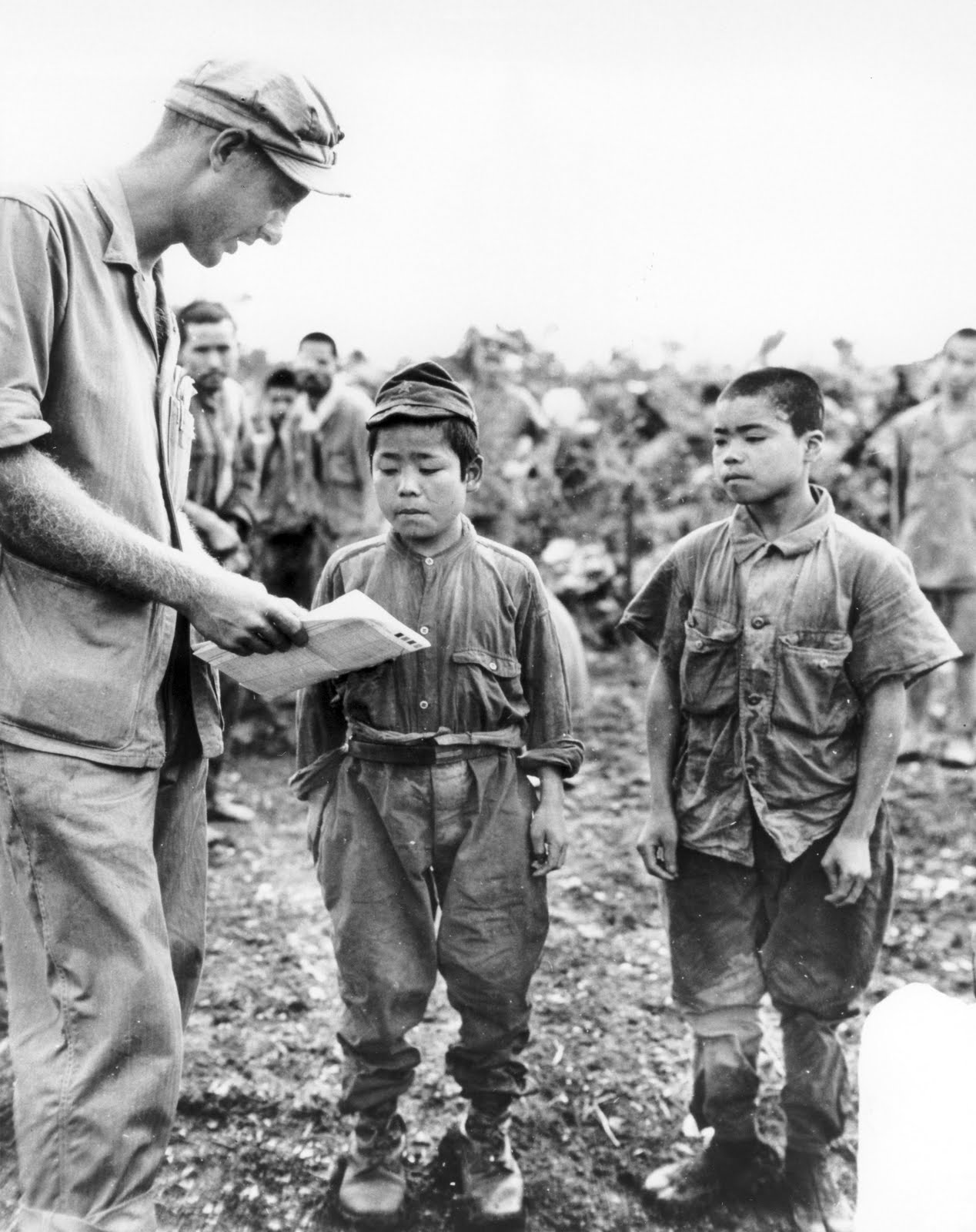
沖縄戦で捕虜となった少年兵

鉄血勤皇隊（てっけつきんのうたい、旧字体：鐵血勤󠄁皇隊󠄁、英語: Blood and Iron Loyalist Student Corps）は、第二次世界大戦末期の日本の沖縄県において、防衛召集により動員された日本軍史上初の14 - 16歳の学徒による少年兵部隊である。
沖縄戦において正規部隊に併合され、実際に戦闘に参加し多くの戦死者を出した。

## 概要
太平洋戦争末期になると、戦況悪化、長期化により兵士の不足が深刻となった。そこで陸軍省は、つぎつぎと陸軍省令を発して、施行規則を改正していった。そうしたなかで連合国軍上陸のせまる沖縄では14歳以上の少年を鉄血勤皇隊として防衛召集した。
防衛召集は、17歳以上の男子が召集対象であったが、1944年12月の陸軍省令第59号「陸軍召集規則」改正および第58号「防衛召集規則」改正で、一部地域のみ防衛召集の対象年齢が引き下げられた。「前縁地帯」と呼ばれる帝国本土とは区別された地域（沖縄県、奄美諸島、小笠原諸島、千島列島、台湾など）に限り、17歳未満（14歳以上）であっても、志願して第2国民兵役に編入された者は防衛召集できるとされたのである。
これらの陸軍省令について、内務省は、「事実上徴兵年齢の引き下げにあたるので法的には法律である兵役法の改正によってなされるべき」であるとして、憲法違反の疑いもあることを指摘していた。また、「志願」は「事実上の強制」になりうることへの懸念も示していた（法律形式による法整備は、ようやく1945年6月23日に制定施行された義勇兵役法で行われた。それまでは鉄血勤皇隊も含め陸軍省令で改正する規則のみが法的根拠であった）。
実際の手続きにおいても、17歳未満の少年を鉄血勤皇隊として防衛召集するには「志願」して第2国民兵役に編入された者でなければならないが、「学校ぐるみ」での編成ということ自体が強制の契機をはらむ。さらに学校や配属将校が同意なく印鑑をつくり「志願」のために必要な親権者の承諾書を偽造するなど、「事実上の強制」であったような例も多々見受けられた。内務省の懸念は現実のものとなっていたわけである。なお、県立第二中学校のように配属将校が食糧がないことを理由に生徒たちを家に帰したり、沖縄県立農林学校では引率教師が銃殺処刑される覚悟で生徒を家に帰したという例もあった。
これらの点は戦後にも問題となり、遺族援護に関連して厚生省は、鉄血勤皇隊における17歳の少年の防衛召集には法的手続きに問題があり、無効な防衛召集であったとして、鉄血勤皇隊の少年たちの軍籍を認めなかった（結局、政治的配慮から「事実に基いて、軍人として処理すること」とした）。ことに第2国民兵役に編入するための「志願」について任意性が担保されていない点が問題とされた。
沖縄戦では、憲法違反の疑いもあるこれらの陸軍省令（改正規則）を根拠として、「事実上の強制」すらあった手続きにより、1945年3月に第32軍の命令で、防衛召集された旧制中学生ら1780人による鉄血勤皇隊が編成され、戦闘行為に動員されて、約半数が戦死した（17歳未満の戦死者は567名）。
戦後、生還した元隊員の一部は沖縄戦の悲惨さを伝える語り部として活動している。

## 編成
アメリカ国立公文書記録管理局に保存されている資料のなかに鉄血勤皇隊に関する多くの文書が残されている。
「鉄血勤皇隊の編成ならびに活用に関する覚書」という沖縄守備軍だった第32軍と県当局との間の合意文書によれば、「各学校ごとに鉄血勤皇隊を編成し、軍の緊密な協力下で軍事訓練を施し、非常事態となれば直接軍組織に編入し戦闘に参加させる」として、いつでも防衛召集できるように各学校で学校長を隊長として、14歳以上のすべての男子学徒をもって鉄血勤皇隊が編成された。第32軍の訓練支援のもとに、「強力なる日本軍兵士として皇土防衛の戦いに備える」べく「実際の戦闘に適応した」訓練を実施するものとした。
第32軍牛島満司令官は、「球作命　甲第110号」で軍が鉄血勤皇隊の訓練を支援することを命じた。
さらに「鉄血勤皇隊防衛召集要領」や添付文書などによると、第32軍は県当局に対し学徒の防衛召集に備えた書類を作成するよう命じており、島田叡県知事が学校を通じて集めた学徒の名簿を軍に提出して、いつでも第32軍司令官が鉄血勤皇隊の防衛召集を命令することができる準備がなされていた。
米軍に学徒たちが戦闘員であることが宣言された後、第32軍の防衛召集命令により、学徒を少年兵として動員した。
この通告の知識のない米部隊に「民間人（非戦闘員）」と扱われ「君らを捕虜にはしない。」などと言われ、民間人が保護されることも知らないまま絶望のため自決した者も出るなどの悲劇が起こった。

## 任務
鉄血勤皇隊は、不十分な装備のまま任務を遂行せざるをえなかった。具体的には陣地構築、伝令や通信、さらに戦車への斬り込み攻撃を命じられた者もいた。戦車への斬り込み攻撃とは、木箱に10キロの黄色火薬を入れた「急造爆雷」を背負って戦車に体当たりして爆破するのである。装甲の厚い戦車車体ではなく、キャタピラの切断を狙って、轢かれるようにして爆死する。そのためには体が小さいほうが潜り込み易いとの理由をつけて、鉄血勤皇隊の少年達が多く斬り込みを命じられた。伝令も、同文書を複数人に持たせ、そのうち1人がたどり着けばよいという状態であった。末期になると、直接軍組織に編入されていた彼らの中には、大人の兵士と同様に戦陣訓を使って捕虜にならないように命令され自決したものもいた。
2008年、米国立公文書館から、牛島満第32軍司令官が自決直前に鉄血勤皇隊の情報宣伝隊（千早隊）の隊長に、遊撃戦により戦闘を続けるよう命令する「訓令」の原文が大田昌秀・元沖縄県知事によって発見された。当時、千早隊隊長が隊員に対し同様の命令をしており、「訓令」は、米国国立公文書館の米第10軍の戦闘記録に含まれていた。鉄血勤皇隊の解散前後の1945年6月18日付で発令され、千早隊隊長の益永董陸軍大尉あてに「軍ノ組織的戦闘終了後ニ於ケル沖縄本島ノ遊撃戦ニ任スヘシ」と命じている。

## 死者数
| 学校名                               | 部隊名                 | 動員数 | 戦死数 | 死亡率 |
| ------------------------------------ | ---------------------- | ------ | ------ | ------ |
| 沖縄師範学校                         | 師範鉄血勤皇隊         | 386人  | 224人  | 58.0%  |
| 県立第一中学校                       | 一中鉄血勤皇隊・通信隊 | 371人  | 210人  | 56.0%  |
| 県立第二中学校                       | 二中鉄血勤皇隊・通信隊 | 144人  | 127人  | 88.2%  |
| 県立第三中学校                       | 三中鉄血勤皇隊・通信隊 | 363人  | 37人   | 10.2%  |
| 県立工業学校                         | 工業鉄血勤皇隊・通信隊 | 94人   | 85人   | 90.4%  |
| 県立農林学校                         | 農林鉄血勤皇隊         | 173人  | 41人   | 23.7%  |
| 県立水産学校                         | 水産鉄血勤皇隊・通信隊 | 49人   | 23人   | 46.9%  |
| 那覇市立商工学校                     | 商工鉄血勤皇隊・通信隊 | 99人   | 72人   | 72.7%  |
| 開南中学校                           | 開南鉄血勤皇隊・通信隊 | 81人   | 70人   | 86.4%  |
| 県立宮古中学校                       | 宮古中鉄血勤皇隊       | 不明   | 0人    | 0.0%   |
| 県立八重山中学校                     | 八重山中鉄血勤皇隊     | 20人   | 1人    | 5.0%   |
| 県立八重山農学校（男子）             | 八重農鉄血勤皇隊       | 不明   | 不明   | 不明   |
| 合計                                 | 合計                   | 1780人 | 890人  | 50.0%  |
| 出典：『歩く・みる・考える沖縄』より |                        |        |        |        |

## 沖縄戦における少年兵
沖縄戦においては、鉄血勤皇隊以外にも「護郷隊」などの少年兵部隊が組織された。

### 護郷隊
沖縄の護郷隊（ごきょうたい）は、沖縄戦の約半年前に14歳から17歳の少年らで編成された部隊である。

### 慰霊碑
- 沖縄師範健児之塔（糸満市字摩文仁、平和祈念公園に隣接） - 沖縄師範学校[23]
- 一中健児之塔（沖縄県那覇市首里金城町） - 県立第一中学校[23]
- 二中健児の塔（那覇市楚辺城岳公園） - 県立第二中学校[23]
- 南橙慰霊之塔（名護市大西、沖縄県立名護高等学校内） - 県立第三中学校、県立第三高等女学校
1956年に「三中健児之塔」として兼久公園内に建立[24]。1972年に沖縄県立第三高等女学校戦没者を合祀し、1989年に「南燈慰霊之塔」と改名[24]、2001年に沖縄県立名護高等学校内に移転した[24]。
- 和魂の塔（那覇市松山、沖縄県立那覇商業高等学校内） - 市立那覇商工学校[23]
- 沖縄工業健児之塔（糸満市字摩文仁、平和祈念公園内） - 県立工業学校[23]
- 翔洋碑（糸満市西崎、沖縄県立沖縄水産高等学校内） - 県立水産学校[23]
- 農林健児之塔（郡嘉手納町字嘉手納、野國總管公園内） - 沖縄県立農林学校[23]
- 開南健児之塔（糸満市字米須、平和創造の森公園内） - 私立開南中学校[23]
- 少年護郷隊之碑（名護市大西）[25]